# Apertura (botánica)

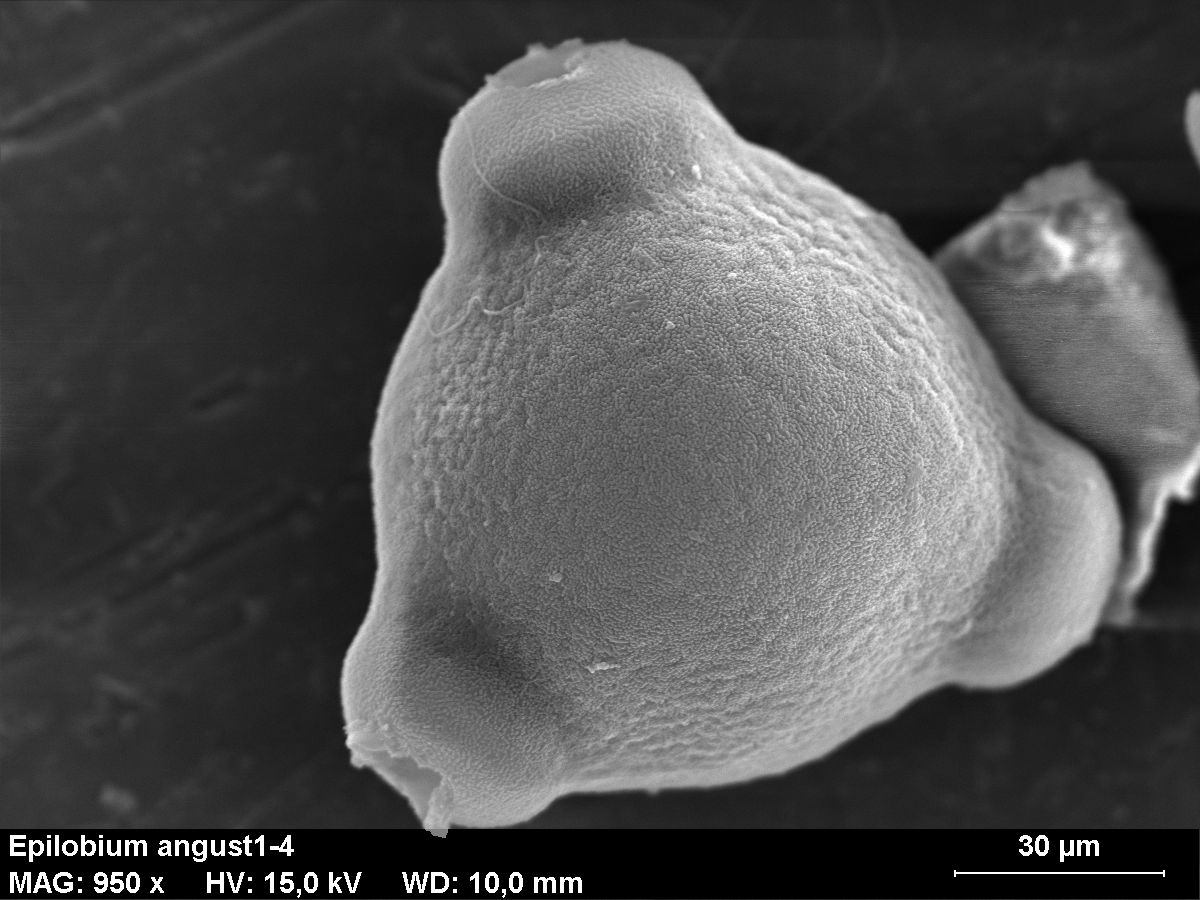
El polen de Epilobium tiene tres aperturas que son poros.

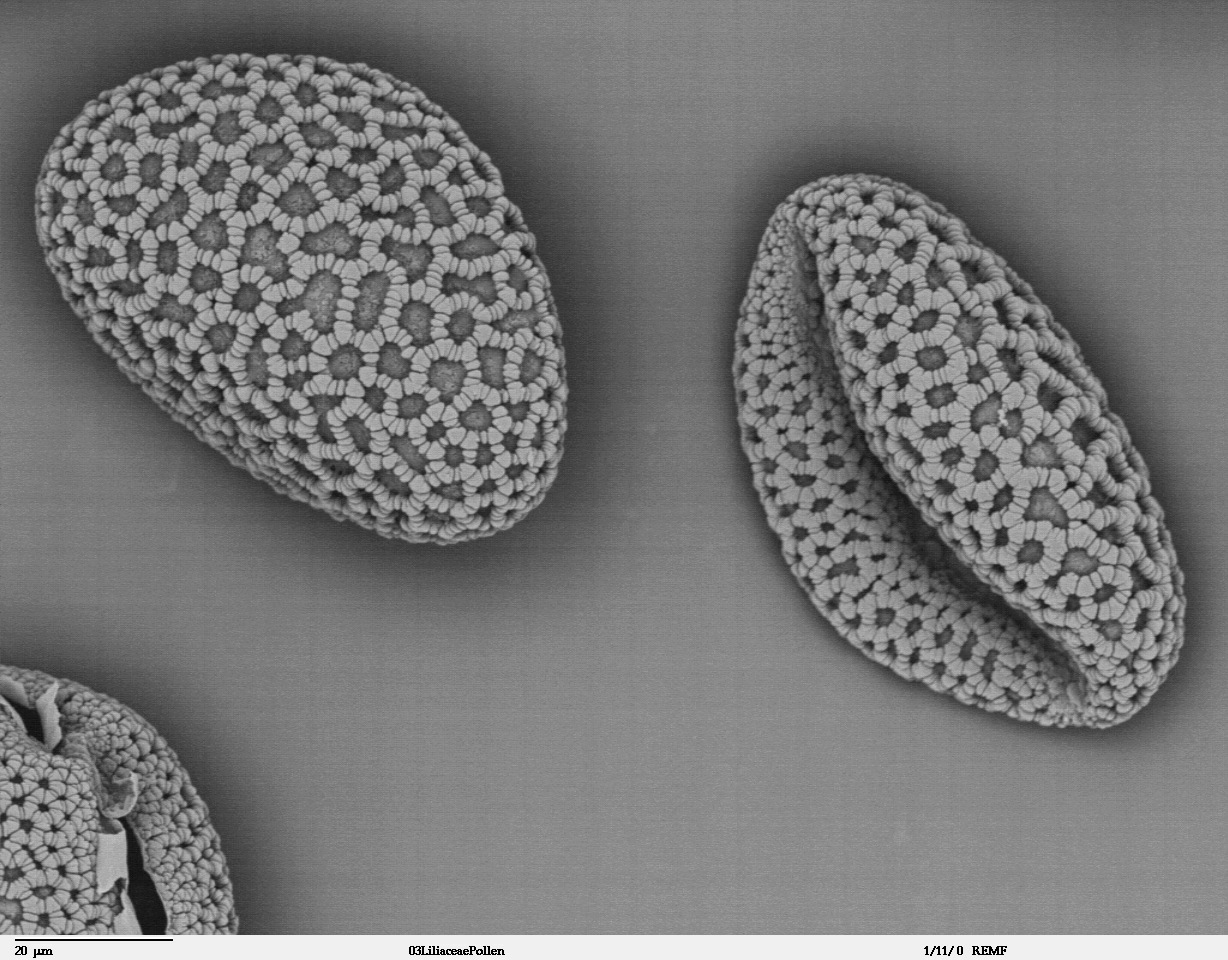
La apertura del polen de Lilium es un solo surco.

Aperturas son áreas sobre las paredes de granos de polen donde las paredes son más delgadas o más suaves. Para la germinación es necesario que el tubo polínico esté al alcance del interior del grano de polen y transportar el esperma hacia la profundidad del huevo en el pistilo. Las aperturas son los lugares donde el tubo polínico es capaz de penetrar (dondequiera) la pared del polen.
A menudo, la cantidad y la configuración de las aperturas son muy similarmente características de diferentes grupos de plantas. En las gimnospermas, el polen es comúnmente surcado, con una sola apertura distal, comparada con la ubicación de los granos de polen en la tetrada (cuádruple) meiótica. El clado más grande de las angiospermas, las eudicotas, generalmente tiene tres aperturas, con trayectoria del lado proximal del grano de polen al lado distal. A estas aperturas se les denomina colpi (plural del latín  colpus: surco o hendidura); a las correspondientes a las eudicotas, tricolpadas (trisurcadas).